# Empalmage

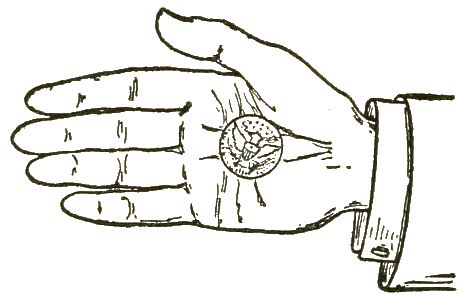
Empalmage d'une pièce de monnaie

En prestidigitation, l'empalmage consiste à dissimuler un objet de petite taille (pièce, muscade, billet plié, carte à jouer, etc.) dans la paume de la main.

## Techniques
Plusieurs techniques sont décrites :
- L'empalmage classique : l'objet est maintenu plaqué au creux de la paume de la main par une contraction volontaire du thénar[2].
- L'empalmage « à l'italienne » : l'objet est maintenu coincé entre la base du pouce et le repli de peau de l'intérieur de la main[3].
- L'empalmage « aux doigts » : l'objet est maintenu derrière la première phalange des doigts, généralement le majeur et l'index.
- L'empalmage « Downs » : s'applique plus spécifiquement aux pièces. La pièce est maintenue entre le pouce et l'index, la main étant légèrement entrouverte. La paume de la main est tournée vers le public, la pièce étant cachée par le pouce[4],[5].

D'autres techniques moins connues sont gardées secrètes par les prestidigitateurs.
Pour que l'empalmage reste invisible, la main doit garder une décontraction aussi naturelle que possible, ce qui demande un certain entraînement.